# Janet Gourlay
Janet A. Gourlay (1863 - 1912) fou una egiptòloga escocesa, nascuda a Glasgow.
Va estudiar breument al University College de Londres amb el famós arqueòleg William Matthew Flinders Petrie. Es va unir a Margaret Benson el 1895 en la seva segona temporada d'excavació al Temple de Mut de Karnak,  Tebes a Egipte. Es va convertir en companya de tota la vida de Margaret.

## Publicacions
- Benson, Margaret i Gourlay, Janet. The Temple of Mut in Asher: An account of the excavation of the temple and of the religious representations and objects found therein, as illustrating the history of Egypt and the main religious ideas of the Egyptians, Londres, John Murray, 1899